# Nanepedanus
Nanepedanus is een geslacht van hooiwagens uit de familie Epedanidae.
De wetenschappelijke naam Nanepedanus is voor het eerst geldig gepubliceerd door Roewer in 1938. 

## Soorten
Nanepedanus is monotypisch en omvat slechts de volgende soort:
- Nanepedanus rufus